# Paraplecta minuta
Paraplecta minuta är en kackerlacksart som först beskrevs av Robert Walter Campbell Shelford 1912.  Paraplecta minuta ingår i släktet Paraplecta och familjen jättekackerlackor. Inga underarter finns listade i Catalogue of Life.